# Campeonato Sul-Americano de Corta-Mato de 2014
O 29º Campeonato Sul-Americano de Corta-Mato de 2014 foi realizado em Assunção, no Paraguai, no dia 23 de fevereiro de 2014. Participaram da competição 158 atletas de oito nacionalidades distribuídos em seis provas. Na categoria sênior masculino Wellington Bezerra da Silva do Brasil levou o ouro, e na categoria sênior feminino Sueli Pereira da Silva do Brasil levou o ouro. 

## Medalhistas
Esses foram os campeões da competição. 
| Evento                   | Ouro                                   | Ouro     | Prata                               | Prata    | Bronze                                  | Bronze   |
| ------------------------ | -------------------------------------- | -------- | ----------------------------------- | -------- | --------------------------------------- | -------- |
| Individual               |                                        |          |                                     |          |                                         |          |
| Masculino sênior (12 km) | Wellington Bezerra da Silva · Brasil   | 37:11.66 | Javier Andrés Peña · Colômbia       | 37:32.59 | Segundo Jami · Equador                  | 37:47.95 |
| Masculino junior (8 km)  | Jhordan Ccope · Peru                   | 25:30.00 | Weverton Fidelis · Brasil           | 25:44.04 | Victor Vinicius Alves da Silva · Brasil | 26:00.00 |
| Masculino juvenil (4 km) | Daniel Ferreira do Nascimento · Brasil | 19:35.73 | Sebastián Sánchez · Colômbia        | 19:47.49 | Jean Carlos Mariano · Brasil            | 19:56.50 |
| Feminino sênior (8 km)   | Sueli Pereira da Silva · Brasil        | 27:43.24 | Carmen Patricia Martínez · Paraguai | 28:05.60 | Rocío Cántara · Peru                    | 28:08.77 |
| Feminino junior (6 km)   | Laydi Curasi · Peru                    | 21:42.37 | Aldana Sabatel · Uruguai            | 22:05.32 | Sunilda Lozano · Peru                   | 22:22.90 |
| Feminino juvenil (3 km)  | Micaela Levaggi · Argentina            | 14:25.69 | Judith Huamán · Peru                | 14:27.28 | Deysi Quispe · Peru                     | 14:31.54 |
| Equipe                   |                                        |          |                                     |          |                                         |          |
| Masculino sênior         | Brasil                                 | 18       | Uruguai                             | 36       | Peru                                    | 50       |
| Masculino júnior         | Brasil                                 | 9        | Argentina                           | 32       | Peru                                    | 39       |
| Masculino juvenil        | Brasil                                 | 12       | Equador                             | 22       | Uruguai                                 | 33       |
| Feminino sênior          | Brasil                                 | 10       | Peru                                | 18       | Paraguai                                | 25       |
| Feminino júnior          | Peru                                   | 8        | Brasil                              | 29       | Uruguai                                 | 39       |
| Feminino juvenil         | Peru                                   | 10       | Argentina                           | 22       | Brasil                                  | 36       |

## Resultados da corrida

### Masculino sênior (12 km)
Individual
| Posição           | Atleta                          | Nacionalidade | Tempo    |
| ----------------- | ------------------------------- | ------------- | -------- |
| Medalha de ouro   | Wellington Bezerra da Silva     | Brasil        | 37:11.66 |
| Medalha de prata  | Javier Andrés Peña              | Colômbia      | 37:32.59 |
| Medalha de bronze | Segundo Jami                    | Equador       | 37:47.95 |
| 4                 | Eliezer de Jesus Santos         | Brasil        | 37:59.21 |
| 5                 | Fabiano Valério de Souza        | Brasil        | 38:08.82 |
| 6                 | Santiago Casco                  | Uruguai       | 38:21.69 |
| 7                 | Raúl Machacuay                  | Peru          | 38:23.29 |
| 8                 | Allison Rocha Peres             | Brasil        | 38:30.46 |
| 9                 | Martín Cuestas                  | Uruguai       | 38:30.92 |
| 10                | Santiago Godoy                  | Uruguai       | 38:50.03 |
| 11                | Andrés Zamora                   | Uruguai       | 38:59.27 |
| 12                | Yerson Orellana                 | Peru          | 39:04.25 |
| 13                | Nicolás Cuestas                 | Uruguai       | 39:09.26 |
| 14                | Pablo Gardiol                   | Uruguai       | 40:00.11 |
| 15                | René Champi                     | Peru          | 40:02.77 |
| 16                | Franklin Jiménez                | Peru          | 40:05.83 |
| 17                | Carlos Alexandre Firmo de Moura | Brasil        | 40:19.27 |
| 18                | Jorge Cabrera                   | Paraguai      | 40:20.60 |
| 19                | Orlando Javier Elizeche         | Paraguai      | 40:48.02 |
| 20                | Pedro Leonardo Duarte           | Paraguai      | 40:53.00 |
| 21                | Pedro Wilfrido Garay            | Paraguai      | 41:55.08 |
| 22                | Derlis Ramón Ayala              | Paraguai      | 42:02.61 |
| 23                | Raúl Vicente Benítez            | Paraguai      | 45:53.36 |
| —                 | Carlos Alejandro González       | Paraguai      | DNF      |

Equipe
| Wellington Bezerra da Silva | 1 |
| Eliezer de Jesus Santos     | 4 |
| Fabiano Valério de Souza    | 5 |
| Allison Rocha Peres         | 8 |

| Santiago Casco | 6  |
| Martín Cuestas | 9  |
| Santiago Godoy | 10 |
| Andrés Zamora  | 11 |

| Raúl Machacuay   | 7  |
| Yerson Orellana  | 12 |
| René Champi      | 15 |
| Franklin Jiménez | 16 |

| Jorge Cabrera           | 18 |
| Orlando Javier Elizeche | 19 |
| Pedro Leonardo Duarte   | 20 |
| Pedro Wilfrido Garay    | 21 |

### Masculino júnior (8 km)
Individual
| Posição           | Atleta                         | Nacionalidade | Tempo    |
| ----------------- | ------------------------------ | ------------- | -------- |
| Medalha de ouro   | Jhordan Ccope                  | Peru          | 25:30.00 |
| Medalha de prata  | Weverton Fidelis               | Brasil        | 25:44.04 |
| Medalha de bronze | Victor Vinicius Alves da Silva | Brasil        | 26:00.00 |
| 4                 | Ronald Moraes da Silva         | Brasil        | 26:15.30 |
| 5                 | Nair Pinto                     | Colômbia      | 26:23.71 |
| 6                 | Eulalio Muñoz                  | Argentina     | 26:24.68 |
| 7                 | Carlos Alberto Rodríguez       | Colômbia      | 26:41.43 |
| 8                 | Cristian Segovia               | Uruguai       | 26:50.93 |
| 9                 | Felipe Rocha e Pinto           | Brasil        | 26:51.78 |
| 10                | Pablo Quizhpe                  | Equador       | 26:57.07 |
| 11                | Santiago Chitrangulo           | Argentina     | 27:02.66 |
| 12                | Mauricio Castillo              | Uruguai       | 27:25.34 |
| 13                | Alexander Tipán                | Equador       | 27:38.78 |
| 14                | Elías David Caballero          | Paraguai      | 27:40.61 |
| 15                | Juan Ignacio Segovia           | Argentina     | 27:42.58 |
| 16                | Jonathan Mogrovejo             | Equador       | 27:48.95 |
| 17                | Jhon Vargas                    | Peru          | 27:51.72 |
| 18                | Fredy Alcides Alvariza         | Paraguai      | 27:54.08 |
| 19                | José Andrade                   | Chile         | 27:57.99 |
| 20                | Kevin Gadea                    | Uruguai       | 28:27.36 |
| 21                | Daniel Angoma                  | Peru          | 28:46.39 |
| 22                | Abdías Machuca                 | Peru          | 28:57.76 |
| 23                | Gonzalo da Luz                 | Uruguai       | 29:00.85 |
| 24                | Carlos Alberto Rodríguez       | Paraguai      | 29:28.98 |
| 25                | Atilio Pérez                   | Chile         | 29:55.14 |
| 26                | Marcos Gómez                   | Uruguai       | 29:57.88 |
| 27                | Danilo Vera                    | Chile         | 30:00.22 |
| 28                | Maicol Willian Suárez          | Paraguai      | 30:23.18 |
| 29                | Steven Cassina                 | Uruguai       | 30:28.44 |
| 30                | Danilo Britos                  | Paraguai      | 31:02.38 |
| 31                | Jonathan Giménez               | Paraguai      | 31:57.18 |

Equipe
| Weverton Fidelis               | 2 |
| Victor Vinicius Alves da Silva | 3 |
| Ronald Moraes da Silva         | 4 |

| Eulalio Muñoz        | 6  |
| Santiago Chitrangulo | 11 |
| Juan Ignacio Segovia | 15 |

| Jhordan Ccope | 1  |
| Jhon Vargas   | 17 |
| Daniel Angoma | 21 |

| Pablo Quizhpe      | 10 |
| Alexander Tipán    | 13 |
| Jonathan Mogrovejo | 16 |

| Cristian Segovia  | 8  |
| Mauricio Castillo | 12 |
| Kevin Gadea       | 20 |

| Elías David Caballero    | 14 |
| Fredy Alcides Alvariza   | 18 |
| Carlos Alberto Rodríguez | 24 |

### Masculino juvenil (4 km)
Individual
| Posição           | Atleta                        | Nacionalidade | Tempo    |
| ----------------- | ----------------------------- | ------------- | -------- |
| Medalha de ouro   | Daniel Ferreira do Nascimento | Brasil        | 19:35.73 |
| Medalha de prata  | Sebastián Sánchez             | Colômbia      | 19:47.49 |
| Medalha de bronze | Jean Carlos Mariano           | Brasil        | 19:56.50 |
| 4                 | Anthony Recalde               | Equador       | 20:09.33 |
| 5                 | Diego Arévalo                 | Equador       | 20:16.34 |
| 6                 | Claudio Maldonado             | Chile         | 20:27.02 |
| 7                 | Carlos Santiago Hernández     | Colômbia      | 20:27.13 |
| 8                 | Gustavo Teixeira da Silva     | Brasil        | 20:27.49 |
| 9                 | Maríano Moreira               | Uruguai       | 20:36.44 |
| 10                | Waldemar González             | Uruguai       | 20:50.61 |
| 11                | Luis Pachiño                  | Peru          | 20:50.63 |
| 12                | Marcelo Godoy                 | Chile         | 21:07.24 |
| 13                | Carlos Arellano               | Equador       | 21:09.14 |
| 14                | Javier Retamar                | Uruguai       | 21:10.25 |
| 15                | Nahuel Sánchez                | Uruguai       | 21:10.75 |
| 16                | Claudio Pereira               | Argentina     | 21:13.51 |
| 17                | Francisco Soto                | Paraguai      | 21:23.81 |
| 18                | René Anibal Reckziegel        | Paraguai      | 21:34.43 |
| 19                | Jonathan Lobo                 | Argentina     | 21:37.74 |
| 20                | Diego Ayma                    | Peru          | 21:39.05 |
| 21                | Esteban Raúl Samaniego        | Paraguai      | 22:15.34 |
| 22                | Sebastián Pera                | Uruguai       | 22:18.02 |
| 23                | Jesús Díaz                    | Paraguai      | 22:22.04 |
| 24                | Pablo Martin Álvarez          | Paraguai      | 22:24.92 |
| 25                | Diego Favilla                 | Uruguai       | 22:25.81 |
| 26                | José Corilloclla              | Peru          | 22:45.14 |
| 27                | Freddy Arnaldo Barboza        | Paraguai      | 23:19.36 |
| 28                | Gabriel Rodríguez             | Argentina     | 25:13.32 |
| —                 | Luis Palma                    | Peru          | DNF      |

Equipe
| Daniel Ferreira do Nascimento | 1 |
| Jean Carlos Mariano           | 3 |
| Gustavo Teixeira da Silva     | 8 |

| Anthony Recalde | 4  |
| Diego Arévalo   | 5  |
| Carlos Arellano | 13 |

| Maríano Moreira   | 9  |
| Waldemar González | 10 |
| Javier Retamar    | 14 |

| Francisco Soto         | 17 |
| René Anibal Reckziegel | 18 |
| Esteban Raúl Samaniego | 21 |

| Luis Pachiño     | 11 |
| Diego Ayma       | 20 |
| José Corilloclla | 26 |

| Claudio Pereira   | 16 |
| Jonathan Lobo     | 19 |
| Gabriel Rodríguez | 28 |

### Feminino sênior (8 km)
Individual
| Posição           | Atleta                   | Nacionalidade | Tempo    |
| ----------------- | ------------------------ | ------------- | -------- |
| Medalha de ouro   | Sueli Pereira da Silva   | Brasil        | 27:43.24 |
| Medalha de prata  | Carmen Patricia Martínez | Paraguai      | 28:05.60 |
| Medalha de bronze | Rocío Cántara            | Peru          | 28:08.77 |
| 4                 | Jaciane Barroso Araújo   | Brasil        | 29:13.88 |
| 5                 | Kleidiane Barbosa Jardim | Brasil        | 29:30.22 |
| 6                 | Jéssica Paguay           | Equador       | 29:32.83 |
| 7                 | Eliona Delgado           | Peru          | 29:58.84 |
| 8                 | Yony Ninahuamán          | Peru          | 29:58.94 |
| 9                 | Maria Aparecida Ferraz   | Brasil        | 30:43.02 |
| 10                | María Verónica Domínguez | Paraguai      | 30:59.53 |
| 11                | Lorena Sosa              | Uruguai       | 31:05.04 |
| 12                | Catalina Cconislla       | Peru          | 31:14.98 |
| 13                | María Leticia Añazco     | Paraguai      | 31:37.17 |
| 14                | Laura Bazallo            | Uruguai       | 31:53.51 |
| 15                | Cecilia Cabrera          | Uruguai       | 32:06.17 |
| 16                | Fátima Viviana Romero    | Paraguai      | 32:23.27 |
| 17                | Katherin Cardozo         | Uruguai       | 32:58.54 |
| 18                | Rosa Elizabeth Ramos     | Paraguai      | 33:25.14 |
| 19                | Ana Laura Méndez         | Uruguai       | 33:52.21 |
| 20                | María Elisa Villasanti   | Paraguai      | 34:27.50 |
| 21                | Amparo Pampín            | Uruguai       | 34:39.42 |

Equipe
| Sueli Pereira da Silva   | 1 |
| Jaciane Barroso Araújo   | 4 |
| Kleidiane Barbosa Jardim | 5 |

| Rocío Cántara   | 3 |
| Eliona Delgado  | 7 |
| Yony Ninahuamán | 8 |

| Carmen Patricia Martínez | 2  |
| María Verónica Domínguez | 10 |
| María Leticia Añazco     | 13 |

| Lorena Sosa     | 11 |
| Laura Bazallo   | 14 |
| Cecilia Cabrera | 15 |

### Feminino júnior (6 km)
Individual
| Posição           | Atleta                          | Nacionalidade | Tempo    |
| ----------------- | ------------------------------- | ------------- | -------- |
| Medalha de ouro   | Laydi Curasi                    | Peru          | 21:42.37 |
| Medalha de prata  | Aldana Sabatel                  | Uruguai       | 22:05.32 |
| Medalha de bronze | Sunilda Lozano                  | Peru          | 22:22.90 |
| 4                 | Hetaria Palacios                | Peru          | 22:45.34 |
| 5                 | Marbel Padilla                  | Colômbia      | 22:53.37 |
| 6                 | Evelyn Escobar                  | Peru          | 23:10.28 |
| 7                 | Ana Karolyne de Campos Silva    | Brasil        | 23:19.73 |
| 8                 | María José Calfilaf             | Chile         | 23:27.70 |
| 9                 | Katherine Tisalema              | Equador       | 23:40.60 |
| 10                | Ana Paula Silva Almeida Feitosa | Brasil        | 23:48.44 |
| 11                | Carolina Lozano                 | Argentina     | 24:06.44 |
| 12                | Thayna Silva de Melo            | Brasil        | 24:10.47 |
| 13                | Evellin Inaca dos Passos        | Brasil        | 24:42.39 |
| 14                | Florencia Orieta                | Argentina     | 24:51.01 |
| 15                | Bernardita Girolami             | Argentina     | 25:08.31 |
| 16                | Andrea Denisse Jiménez          | Chile         | 25:14.79 |
| 17                | Fátima Denisse Amarilla         | Paraguai      | 26:27.43 |
| 18                | Sofía Andrada                   | Uruguai       | 26:45.15 |
| 19                | Fiorella Macció                 | Uruguai       | 27:50.93 |
| 20                | Verónica Moraña                 | Uruguai       | 28:07.28 |
| 21                | Andrea Lorena Sánchez           | Paraguai      | 30:52.98 |
| 22                | Florencia Merletti              | Uruguai       | 31:21.16 |
| 23                | Analía Dietze                   | Paraguai      | 31:57.30 |
| 24                | Tatiana da Luz                  | Uruguai       | 32:00.75 |
| 25                | Jaqueline Villalba              | Paraguai      | 34:01.58 |
| 26                | Lucero Britos                   | Paraguai      | 34:43.22 |
| —                 | Mónica Lizbeth García           | Colômbia      | DNF      |

Equipe
| Laydi Curasi     | 1 |
| Sunilda Lozano   | 3 |
| Hetaria Palacios | 4 |

| Ana Karolyne de Campos Silva    | 7  |
| Ana Paula Silva Almeida Feitosa | 10 |
| Thayna Silva de Melo            | 12 |

| Aldana Sabatel  | 2  |
| Sofía Andrada   | 18 |
| Fiorella Macció | 19 |

| Carolina Lozano     | 11 |
| Florencia Orieta    | 14 |
| Bernardita Girolami | 15 |

| Fátima Denisse Amarilla | 17 |
| Andrea Lorena Sánchez   | 21 |
| Analía Dietze           | 23 |

### Feminino juvenil (3 km)
Individual
| Posição           | Atleta                  | Nacionalidade | Tempo    |
| ----------------- | ----------------------- | ------------- | -------- |
| Medalha de ouro   | Micaela Levaggi         | Argentina     | 14:25.69 |
| Medalha de prata  | Judith Huamán           | { Peru        | 14:27.28 |
| Medalha de bronze | Deysi Quispe            | { Peru        | 14:31.54 |
| 4                 | Paulina Burgos          | Chile         | 14:47.16 |
| 5                 | Ruth Cjuro              | { Peru        | 14:51.29 |
| 6                 | Erika Pilicita          | Equador       | 14:58.87 |
| 7                 | Yulisa Champi           | { Peru        | 15:04.94 |
| 8                 | Camila Alejandra Parra  | Colômbia      | 15:25.74 |
| 9                 | Agustina Boucherie      | Argentina     | 15:30.75 |
| 10                | Graziele Zarri          | Brasil        | 15:48.57 |
| 11                | Janaina Lima de Paulo   | Brasil        | 15:48.68 |
| 12                | Clara Baiocchi          | Argentina     | 15:50.79 |
| 13                | Aldana Machado          | Uruguai       | 15:51.00 |
| 14                | Wisnny Mathews          | Chile         | 16:01.34 |
| 15                | Daniele da Silva        | Brasil        | 16:29.67 |
| 16                | Agostina Vicudo         | Uruguai       | 16:41.22 |
| 17                | Andrea Rivas            | Paraguai      | 17:00.00 |
| 18                | Agustina Fernández      | Uruguai       | 17:03.96 |
| 19                | Nicole Techera          | Uruguai       | 17:08.80 |
| 20                | Jéssica Camila Elizaur  | Paraguai      | 17:37.31 |
| 21                | María Pardie            | Uruguai       | 17:46.21 |
| 22                | Andrea Belén Schrameier | Paraguai      | 17:47.58 |
| 23                | Natalia Díaz            | Uruguai       | 18:33.71 |
| 24                | Leila Macarena Barrios  | Paraguai      | 19:26.07 |
| 25                | Dalma Yusara Báez       | Paraguai      | 19:52.57 |
| 26                | Ramona Soledad Ríos     | Paraguai      | 20:09.19 |

Equipe
| Judith Huamán | 2 |
| Deysi Quispe  | 3 |
| Ruth Cjuro    | 5 |

| Micaela Levaggi    | 1  |
| Agustina Boucherie | 9  |
| Clara Baiocchi     | 12 |

| Graziele Zarri        | 10 |
| Janaina Lima de Paulo | 11 |
| Daniele da Silva      | 15 |

| Aldana Machado     | 13 |
| Agostina Vicudo    | 16 |
| Agustina Fernández | 18 |

| Andrea Rivas            | 17 |
| Jéssica Camila Elizaur  | 20 |
| Andrea Belén Schrameier | 22 |

## Quadro de medalhas (não oficial)
O quadro de medalhas é mostrado a seguir. 
| Ordem | País      | Medalha de ouro | Medalha de prata | Medalha de bronze | Total |
| ----- | --------- | --------------- | ---------------- | ----------------- | ----- |
| 1     | Brasil    | 7               | 2                | 3                 | 12    |
| 2     | Peru      | 4               | 2                | 5                 | 11    |
| 3     | Argentina | 1               | 2                | 0                 | 3     |
| 4     | Uruguai   | 0               | 2                | 2                 | 4     |
| 5     | Colômbia  | 0               | 2                | 0                 | 2     |
| 6     | Equador   | 0               | 1                | 1                 | 2     |
|       | TOTAL     | 12              | 11               | 11                | 34    |

* Nota: O total de medalhas incluem  as competições individuais e de equipe, com medalhas na competição por equipe contando como uma medalha.

## Participação
De acordo com uma contagem não oficial, participaram 158 atletas de 8 nacionalidades. 
| - Argentina (12) - Brasil (23) - Chile (9) | - Colômbia (8) - Equador (10) - Paraguai (36) | - Peru (24) - Uruguai (36) |